# Soir

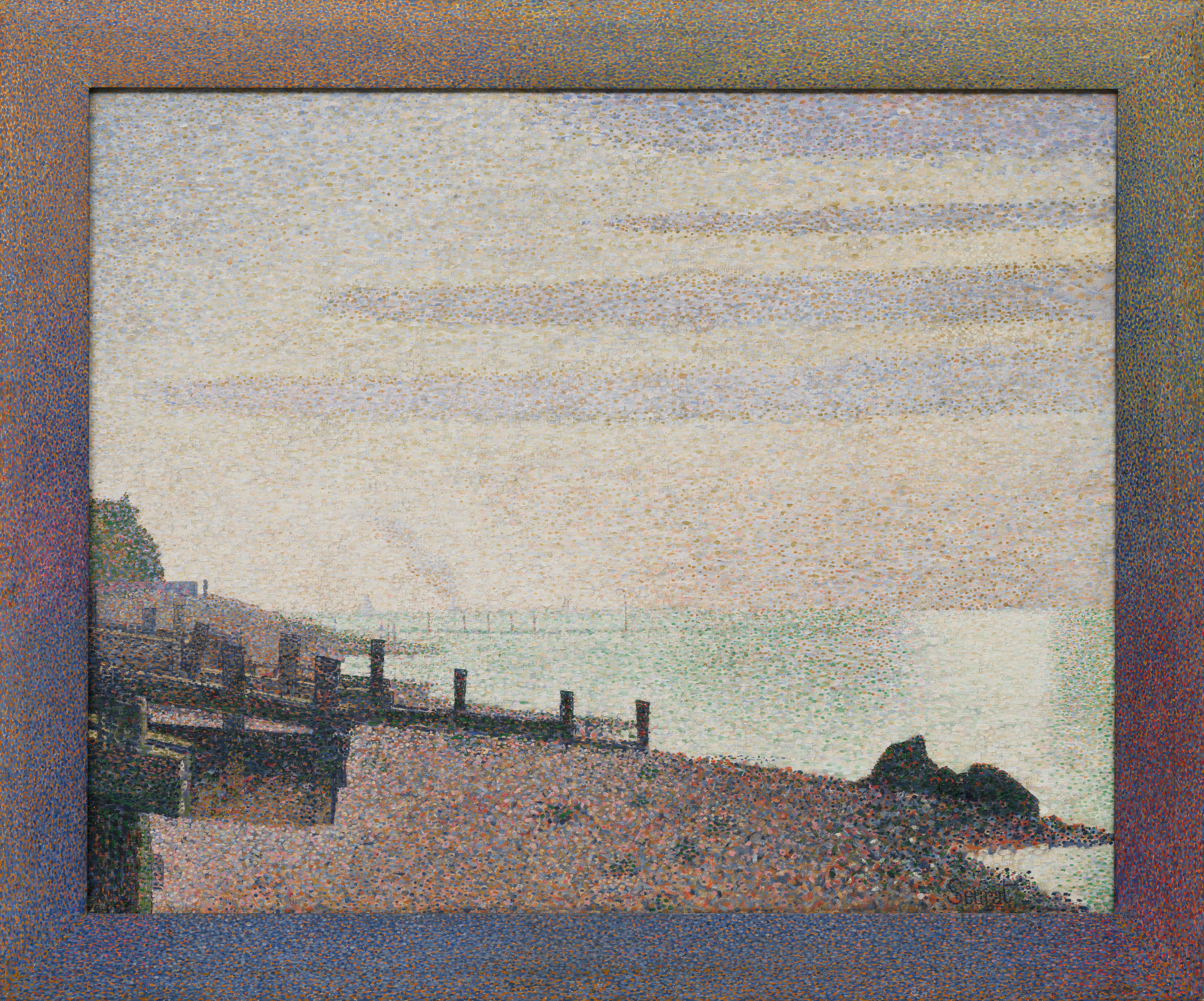
Georges-Pierre Seurat, Honfleur, un soir, embouchure de la Seine.

Le soir, du latin sērō (« tard »), de serus (« tardif ») est le moment de la journée où le jour touche à sa fin et où la nuit commence. En météorologie, les heures de 12 h 00 à minuit, utilisées avec le cadran de 12 heures sont considérées comme étant le soir (dites Post meridiem) pour éviter l’ambiguïté avec celles du matin (dites Ante meridiem).

## Le soir comme moment

### Le soir comme référence à un moment de la journée
Le soir se réfère à un moment de la fin de la journée. 
Le terme de soir désigne usuellement la partie postérieure de la journée, à partir du crépuscule astronomique. Dans les pays intertropicaux, les heures de lever et coucher du soleil varient peu de sorte que le soir commence aux alentours de 12 h 00 tout au long de l'année. Néanmoins, dans les pays au nord de l'Europe et de l'Amérique, il arrive que la soirée commence vers 12 h 00 en hiver et se prolonge en été jusqu'à minuit, jusqu'à la situation extrême près du pôle nord où le soleil ne se couche ou se lève pas pendant plusieurs mois. Et inversement au sud de l'Amérique. Entre les deux, le début du moment de la journée qu'on désigne comme le soir diffère de pays en pays en fonction de la géographie, des saisons et de habitudes locales (les Espagnols par exemple veillent plus tard dans la nuit).
Initialement, le soir désignait le dernier quart ensoleillé de la journée, plus proche de l'équivalent de la fin d'après-midi aujourd'hui. Au temps des Romains, la nuit et le jour avaient tous deux été divisés en douze unités de temps. La longueur du jour était adaptée au fil de l'année. Les douze heures du jour étaient réparties en quatre groupes : le matin (mane), la matinée (ad meridiem), l'après-midi (de meridiem) et le soir (suprema). Le soir couvrait la partie qui commençait au début de la dixième heure et s'achevait à la fin de la douzième heure avec le coucher du soleil. Les quatre tranches horaires étaient proclamées publiquement par les consuls.  

### Le soir comme référence à une journée entière
La notion de soir ou, chez les juifs, Erev (hebr. ערב) représente parfois une journée entière. Par exemple, le samedi soir avant le jour le plus révéré dans la chrétienté, le dimanche. Ou le soir de Noël, la veille du jour de Noël. Le terme fait alors référence à une veille de jour de fête qui commence avec les Vêpres ou un Vigile (d'où le terme de "veillée" ou de "réveillon").   
Au Moyen Âge, le terme veille (« la veille de ... » ou ses synonymes vigila ou pridie) en combinaison avec le nom du ou des saints du jour à venir était d'usage commun et ne désignait pas le soir même mais bien toute la journée de la veille. La veille de Marguerite désignait dans la plupart des diocèses le 12 juillet et pas le 13 au soir.

## Termes connexes
On parle parfois du couchant pour désigner l'ouest, direction dans laquelle le soleil se couche le soir.     
dans de nombreux cas, le terme de soir est utilisé métaphoriquement ou littéralement pour parler de la fin d'une période, d'une ère ou d'un âge. On peut poétiquement parler du soir de la vie d'une personne âgée. On peut aussi parler de la veille de grand moments historiques. Par exemple, la veille de la Révolution.

## Judaïsme
Ma'ariv (hebr. מעריב) est le premier mot significatif de la prière du soir des juifs. Le mot ma'ariv dérive du mot erev, qui veut dire soir en hébreu.    
La veille de jours saints juifs, se dit aussi erev en hébreu et aruvta en araméen.  Erev à particulièrement le sens de "veille" lorsqu'il entre en combinaison avec un jour saint, de sorte que Erev Shabbat signifie "la veille du shabbat".    

### Erev Shabbat
→ Article principal : Shabbat
Le vendredi jusqu'au crépuscule, l'Erev Shabbat est préparé dans les foyers juifs. La fête commence donc à la tombée de la nuit et se prolonge jusqu'au crépuscule du lendemain. L'Erev Shabbat fait donc partie intégrante du Shabbat.    

### Erev Pessach
→ Article principal : Pessah
Les jours qui précèdent la pâque sont très occupés par les préparatifs en vue de la fête. Seuls le premier et le dernier jour en sont célébrés. Entre les deux ce sont des vacances au cours desquelles tout travail servile doit être évité. le Erev pessah sert notamment aux préparatifs du seder.    

## Représentation mythologique

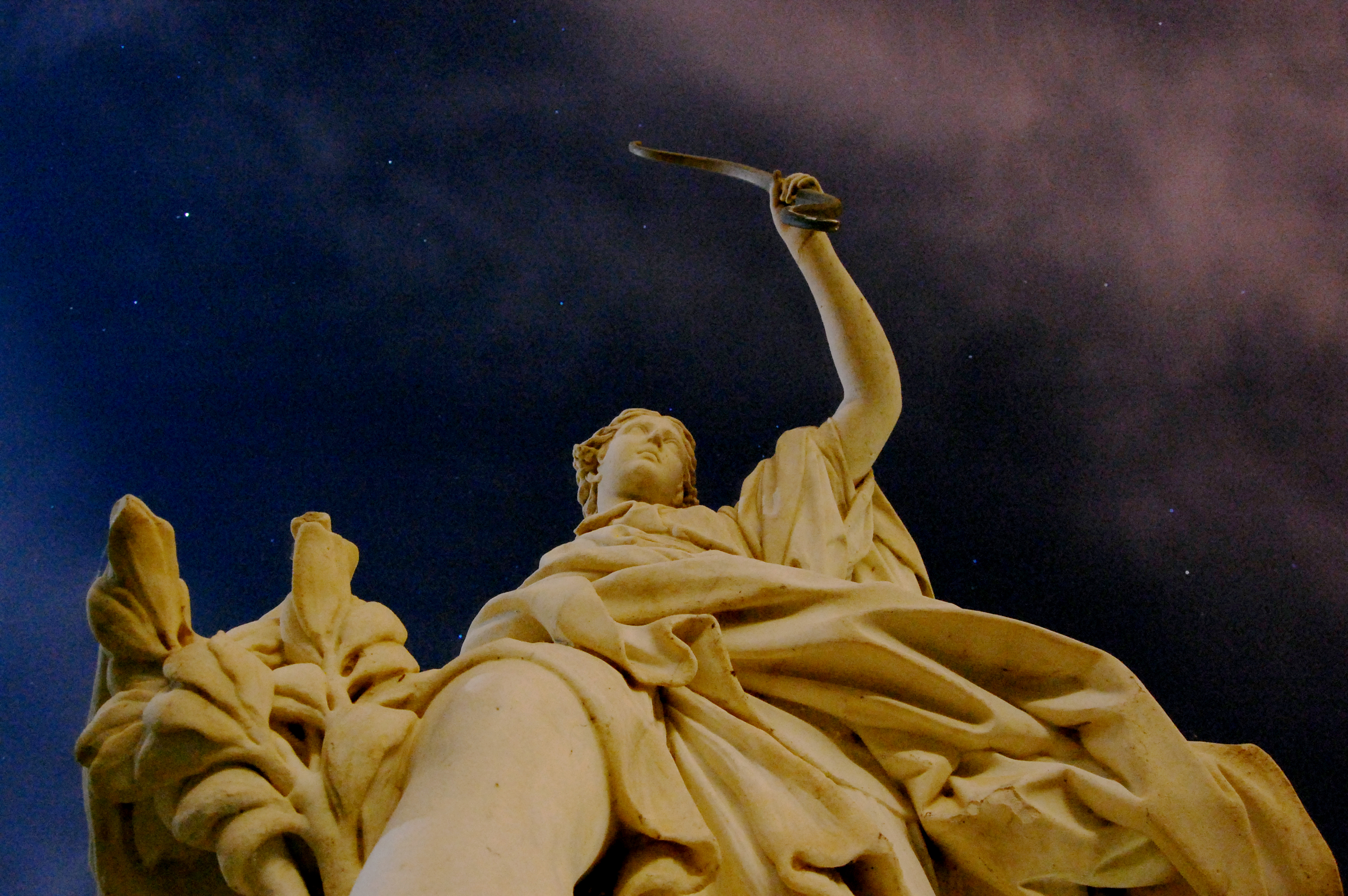
Le soir sous les traits de Diane, Martin Desjardins, Grande Commande au château de Versailles.

Diane représentant le passage d'un monde à l'autre, elle est parfois utilisée comme symbole du soir.